# Генріх Дуземер
Генріх Дуземер (нім. Heinrich von Dusemer) — 21-й великий магістр Тевтонського ордена з 1345 по 1351 рік.

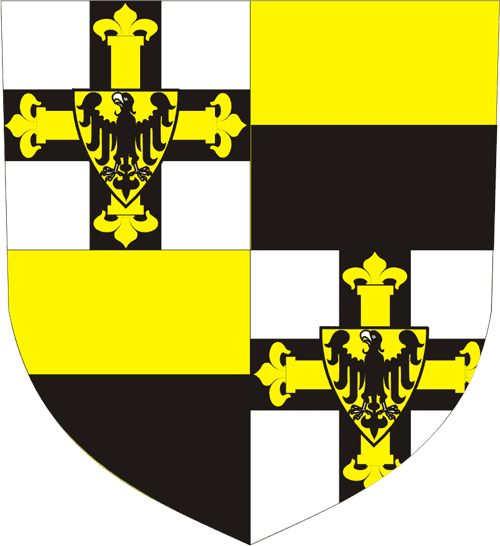
Герб великого магістра Генріха Дуземера

Народився близько 1280 року у Швабії. У юному віці вступив до Тевтонського ордену. У 1311 році брав участь у нападі на Литву, під час якого, за легендою, вступив у бій з князем Витенем та переміг його (проте жодних документальних джерел про це немає).
З 1329 року — комтур Рагніта, у 1333 році — фогт Самбії, у 1334—1335 роках — комтур Бранденбурга. З 1335 року — маршал ордену та комтур Кенігсберга.
У 1339 році вступив у конфлікт з великим магістром ордену Дітріхом фон Альтенбургом, внаслідок чого був понижений у званні та відправлений комтуром у Страсбург (зараз Бродниця).
У 1342 році, коли великим магістром ордену став Людольф Кеніг фон Ватзау, Генріх Дуземер був реабілітований. Наступного року очолив загін магістра, направлений на допомогу Ландмейстеру Тевтонського ордену в Лівонії для придушення повстання естонців.
Восени 1345 року став заступником великого магістра, який через хворобу відійшов від справ. Після остаточної відставки Людольфа Кеніга у грудні 1345 року великий капітул одноголосно обрав Генріха Дуземера Великим магістром ордену.
Протягом декількох років орден здійснював постійні напади на литовців, аж поки вони не були розбиті у битві на Стреві у 1348 році. Однак великі втрати хрестоносців та епідемія чуми не дозволили їм розвинути успіх, і вони обмежились нападами на прикордонні литовські області.
З 1350 року орден почав відновлювати могутність, будувались міста, проводилась німецька колонізація Пруссії. Проте у 1351 році Генріх Дуземер несподівано залишив посаду, імовірно, через старість та хвороби. Призначивши наступника, Вінріха фон Кніпроде, поселився у Братіані та більше не відігравав великої ролі у житті ордену.
Помер у 1353 році у Братіані. Похований у замку Марієнбурга.